# Méouzette
Die Méouzette ist ein Fluss in Frankreich, der in der Region Nouvelle-Aquitaine verläuft. Sie entspringt am Plateau de la Courtine, wo sich ein Militärübungsgelände befindet, im Gemeindegebiet von Malleret, entwässert generell Richtung Südost durch den Regionalen Naturpark Millevaches en Limousin und mündet nach insgesamt rund 24 Kilometern im Gemeindegebiet von Laroche-près-Feyt als rechter Nebenfluss in den Chavanon, der hier auch noch als Ramade bezeichnet wird. Auf ihrem Weg durchquert die Méouzette die Départements Creuse und Corrèze.

## Orte am Fluss
(Reihenfolge in Fließrichtung)
- Méouze, Gemeinde Saint-Oradoux-de-Chirouze
- Laroche-près-Feyt